# Markus Schinwald
Markus Schinwald (* 1973 in Salzburg) ist ein österreichischer Künstler. Seit 2021 ist er Professor für Malerei an der Staatlichen Akademie der Bildenden Künste Karlsruhe.

## Leben
Ursprünglich aus dem Bereich Mode kommend, versieht Schinwald die Dargestellten in seinen Personen-Portraits mit schlaufen-, halfter-, masken- und schmuckartigen Apparaturen. Schinwald bedient sich neben der Malerei auch des Mediums der Performance sowie der Fotografie und Videokunst. Seine Protagonisten sind dabei oft eingezwängt in außergewöhnliche Räume, verrenken sich in widernatürlichen  Handlungen und kreieren  dadurch höchst surreale Situationen. In seinen Werken verarbeitet er Einflüsse aus dem Opernbereich und setzt sich mit Genres der Unterhaltungsindustrie auseinander und stellt zudem einen Bezug zu den Theorien von Sigmund Freud her. Dabei zieht sich die Vorstellung, dass ein intensiver psychischer Zustand auch körperlich in Erscheinung tritt, wie ein roter Faden durch seine Arbeiten.
Markus Schinwald lebt in New York und Wien.

## Werk
Insbesondere in der 2004 entstandenen Fotografie und dem gleichnamigen Video (35 mm, 3 min) „1st Part Conditional“ sichtbar, wird Schinwalds Statement deutlich: „Ein Film über die Konversion einer psychischen Verdrehung in eine physische Konvulsion.“

## Anerkennungen
- 2007: Preis der Stadt Wien für Bildende Kunst
- 2008: Großer Kunstpreis des Landes Salzburg

## Ausstellungen
- 2004: Frankfurter Kunstverein Tableau Twain
- 2007: Essl Museum FOTO.KUNST. Zeitgenössische Fotografie aus der Sammlung Essl
- 2009: Kunsthaus Bregenz Vanishing Lessons
- 2011: Biennale di Venezia, Commissioner Eva Schlegel[4]
- 2011: Lentos, Kuratorin Stella Rollig[5]
- 2012/2013: Galerie Wilson im Palais de Tokyo, Paris: Overture
- 2015: Magasin III, Stockholm[6]